# MIT Press

Logo von MIT Press. Design: Muriel Cooper

The MIT Press ist ein Universitätsverlag mit Sitz in Cambridge, Massachusetts, in den Vereinigten Staaten. Er publiziert für das Massachusetts Institute of Technology (MIT), ist jedoch ein unabhängiges Unternehmen.
Das erste Buch in den Archiven von MIT Press stammt vom deutschen Physiker Max Born, der am MIT 1915 und 1926 zwei Vorlesungsserien zum Thema Problems of Atomic Dynamics gab. Das Buch wurde damals noch vom Institut selbst herausgegeben. Der Verlag wurde 1932 mit Unterstützung vom MIT als Imprint namens Technology Press gegründet. 1962 wurde der Verlag unabhängig und nahm zugleich seinen heutigen Namen an. Der Verlag hat bis heute über 8000 Bücher herausgegeben und publiziert ungefähr 200 Bücher jährlich.
Die Journals Division wurde 1968 gegründet und gab bald darauf die ersten Zeitschriften, das Journal of Interdisciplinary History und Linguistic Inquiry heraus. Heute werden rund 40 Wissenschaftszeitschriften von MIT Press herausgegeben.
Zusammen mit dem Boston Review publiziert der Verlag Bücher mit der Bezeichnung Boston Review Books.